# Myotomys unisulcatus
Myotomys unisulcatus es una especie de roedor de la familia Muridae.

## Distribución geográfica
Se encuentra en Namibia y Sudáfrica.

## Hábitat
Su hábitat natural son: zonas de matorrales templados.